# Myriopteris pringlei
Myriopteris pringlei är en kantbräkenväxtart. Myriopteris pringlei ingår i släktet Myriopteris och familjen Pteridaceae.

## Underarter
Arten delas in i följande underarter:
- M. p. moncloviensis
- M. p. pringlei